# 貝靈厄姆 (明尼蘇達州)
貝靈厄姆（英語：Bellingham）是一個位於美國明尼蘇達州拉基帕爾縣的城市。

## 歷史
貝靈厄姆於1887年成立，同年設立營運至今的郵局。此地得名自當地地主羅伯特·貝靈厄姆（Robert Bellingham）。

## 人口
根據2020年美國人口普查的數據，貝靈厄姆的面積為1.00平方千米，皆為陸地。當地共有人口148人，而人口密度為每平方千米148人。